# Котик (сказка)
«Котик» (укр. Котик) — украинская народная сказка.
Сказка печаталась в сборниках сказок и отдельной книгой, а также выпускалась в виде аудиосказки. Её сюжет напоминает известную сказку французского писателя Шарля Перро «Кот в сапогах».

## Сюжет
У умершего отца было трое сыновей. В наследство он оставил им водяную мельницу (старшему), хлев (среднему) и кота (младшему). Старший и средний брат были довольны доставшимся им хозяйством, а младший сильно опечалился и заплакал. Но сидящий рядом с ним котик сказал: «Не плачь, дай мне мешок — я пойду и тебе и себе хлеба добуду!».
Взял кот мешок, положил в него капустных листьев и оставил в хлеву у среднего брата. Наловив там кроликов, принёс мешок царю, сказав, что это подарок от пана Запичанского (укр. пан Запічанський). Поблагодарил царь котика и велел насыпать ему в мешок зерна и денег дать. Узнал средний брат, что котик у него в хлеву кроликов ловит, и сказал младшему, чтобы его кот больше там не появлялся, иначе он убьёт кота.
Снова опечалился младший брат, и снова на помощь ему пришёл котик. Узнал он, что царь с дочкой будет у реки гулять. Прибежал домой и позвал хозяина на реку. Там сказал ему: «Хозяин мой милый, хозяин любимый, снимай сорочку, прыгай в воду и кричи, чтобы тебя спасли». Царь услышал крики о помощи; кот сказал, что разбойники ограбили пана Запичанского и в речку кинули. Сбежавшийся на реку народ неводом вытащил хозяина котика.
Царь взял его в дворец, одел и накормил. Младший брат приглянулся царевне — спустя некоторое время они женились. И хитрому коту с тех пор было хорошо и его хозяину.